# FIFA Football 2002
FIFA Football 2002 (conosciuto come FIFA Soccer 2002 nel Nordamerica e FIFA 2002: Road to FIFA World Cup in Giappone e comunemente chiamato FIFA 2002) è un videogioco di calcio sviluppato da EA Sports e pubblicato da Electronic Arts. È il nono capitolo della serie FIFA ed è uscito nel 2001 per Windows, PlayStation, PlayStation 2 e GameCube.
Il gioco comprende 16 leghe calcistiche e 438 squadre di cui 124 nazionali. Nella versione italiana, sulla copertina si trova Francesco Totti con la maglia della nazionale italiana e i telecronisti sono Giacomo Bulgarelli e Massimo Caputi.

## Novità
- Viene introdotta l'opzione "Crea giocatore", con la quale è possibile creare un calciatore impostando le sue caratteristiche tecniche, l'aspetto fisico, l'età e il ruolo.

## Campionati
- Bundesliga
- Jupiler League
- Liga do Brasil
- SAS Ligaen
- Barclays Premier League
- Ligue 1
- Bundesliga
- Ligat ha'Al
- Serie A
- K-League
- Eliteserien
- Scottish Premier League
- Primera División spagnola
- Allsvenskan
- Super League
- Major League Soccer

### Resto del mondo
- Levski Sofia
- Sigma Olomouc
- Sparta Praga
- Olympiakos
- Ajax
- Feyenoord
- PSV
- Wisla Cracovia
- Benfica
- Porto
- Sporting Lisbona
- Rapid Bucarest
- Maribor
- Galatasaray

## Nazionali
In FIFA Football 2002 sono presenti tutte le nazionali delle seguenti confederazioni:
- AFC
- CONCACAF
- CONMEBOL
- UEFA

### Altre squadre nazionali
- Australia
- Camerun
- Marocco
- Mauritius
- Nigeria
- Nuova Zelanda
- Sudafrica
- Tunisia

## Colonna sonora
- Gorillaz - 19-2000 (Soulchild remix)
- BT - Never Gonna Come Back Down
- Vitae - Energy Flow
- Issi Noho - First Snow
- Gouryella - Tenshi
- Sandy v Housetrap - Overdrive
- Cirrus - Stop and Panic
- Edison Factor - Repeat the Sequence
- Schiller - Das Glockenspiel
- Terpsichord - The Bells
- R4 - Revolution
- Dj Tiesto - Flight 643
- Conjure One - Redemption